# Vale Antílope

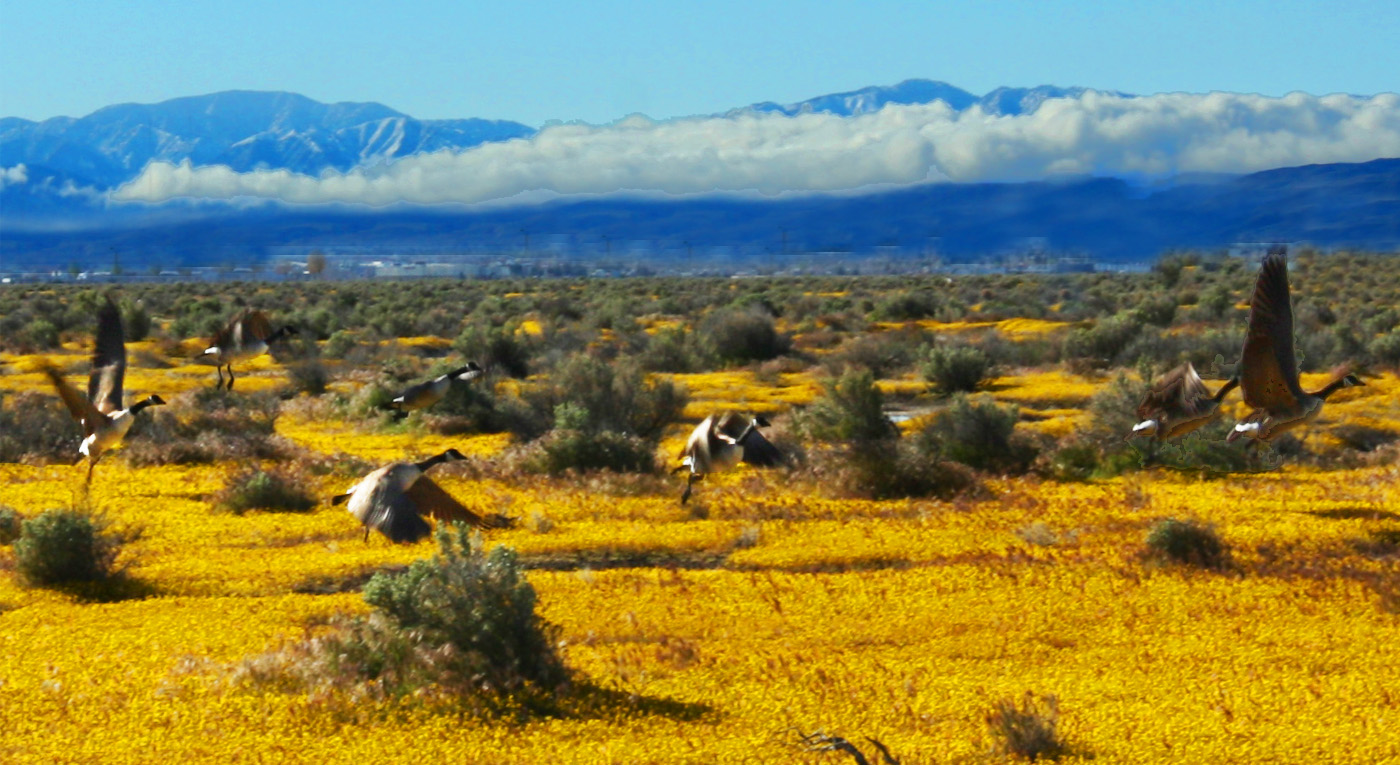

Vale Antelope está localizado na parte norte do Condado de Los Angeles e na parte sul do Condado de Kern, e constitui a parte mais ocidental do Deserto de Mojave.
Está situado entre as Montanhas Tehachapi e as Montanhas de San Gabriel.
O vale foi nomeado devido aos antilocapras que se diz terem aí existido até serem exterminados por caçadores e por condições climatéricas na década de 1880.
As cidades principais do vale são Palmdale e Lancaster.